# Градски стадион у Дервенти
Градски стадион је фудбалски стадион у Дервенти, Република Српска, Босна и Херцеговина на којем игра Текстилац из Дервенте. Тренутни капацитет стадиона је 500 мјеста.